# Cantonul Chavanges
Cantonul Chavanges este un canton din arondismentul Bar-sur-Aube, departamentul Aube, regiunea Champagne-Ardenne, Franța.

## Comune
| Comune                    | Populație (1999) | Cod poștal | Cod INSEE |
| ------------------------- | ---------------- | ---------- | --------- |
| Arrembécourt              | 43               | 10330      | 10010     |
| Aulnay                    | 116              | 10240      | 10017     |
| Bailly-le-Franc           | 32               | 10330      | 10026     |
| Balignicourt              | 155              | 10330      | 10027     |
| Braux                     | 110              | 10500      | 10059     |
| Chalette-sur-Voire        | 139              | 10500      | 10073     |
| Chavanges                 | 667              | 10330      | 10094     |
| Donnement                 | 96               | 10330      | 10128     |
| Jasseines                 | 151              | 10330      | 10175     |
| Joncreuil                 | 105              | 10330      | 10180     |
| Lentilles                 | 98               | 10330      | 10192     |
| Magnicourt                | 67               | 10240      | 10214     |
| Montmorency-Beaufort      | 124              | 10330      | 10253     |
| Pars-lès-Chavanges        | 70               | 10330      | 10279     |
| Saint-Léger-sous-Margerie | 63               | 10330      | 10346     |
| Villeret                  | 76               | 10330      | 10424     |